# Orgilus rudolphae
Orgilus rudolphae är en stekelart som beskrevs av Vladimir Ivanovich Tobias 1976. Orgilus rudolphae ingår i släktet Orgilus och familjen bracksteklar. Inga underarter finns listade i Catalogue of Life.